# Mirabolà
El  mirabolà o mirabolaner (Prunus cerasifera) és un arbre fruiter del gènere Prunus dins la família de les rosàcies, el fruit del qual també es coneix com a mirabolà. Té varietats amb fulles vermelles que es fan servir molt com a arbre ornamental i es coneixen com a pruneres vermelles.
Addicionalment pot rebre els noms de cascavellic, cascavelliquer, pruna d'hivern (fruit), prunell i prunera. També s'han recollit les variants lingüístiques cascabellico, cascabelliqué i mirobalà.

## Descripció
Aquest arbre s'utilitza com a fruiter i com a ornamental. És un arbre de mesura mitjana a petita, arribant a fer de 6 a 15 m d'alçada.
És un dels primers arbres a florir a l'Europa temperada. Les fulles fan de 4 a 6 cm de llarg.
Les flors són blanques amb cinc pètals i fan 1.5-2 cm.
El fruit (mirabolà) és una drupa de 2-3 cm de diàmetre de color groc o vermell. Els mirabolans són comestibles.

## Ús
- La prunera vermella s'utilitza com a portaempelt per empeltar altres arbres fruiters. Generalment no es fa per l'albercoquer, ja que el punt d'empelt resulta trencadís.
- Com a planta ornamental fa arbres d'escassa alçada ideals per a jardins petits o com a arbre d'alineació en carrers estrets.

## Galeria

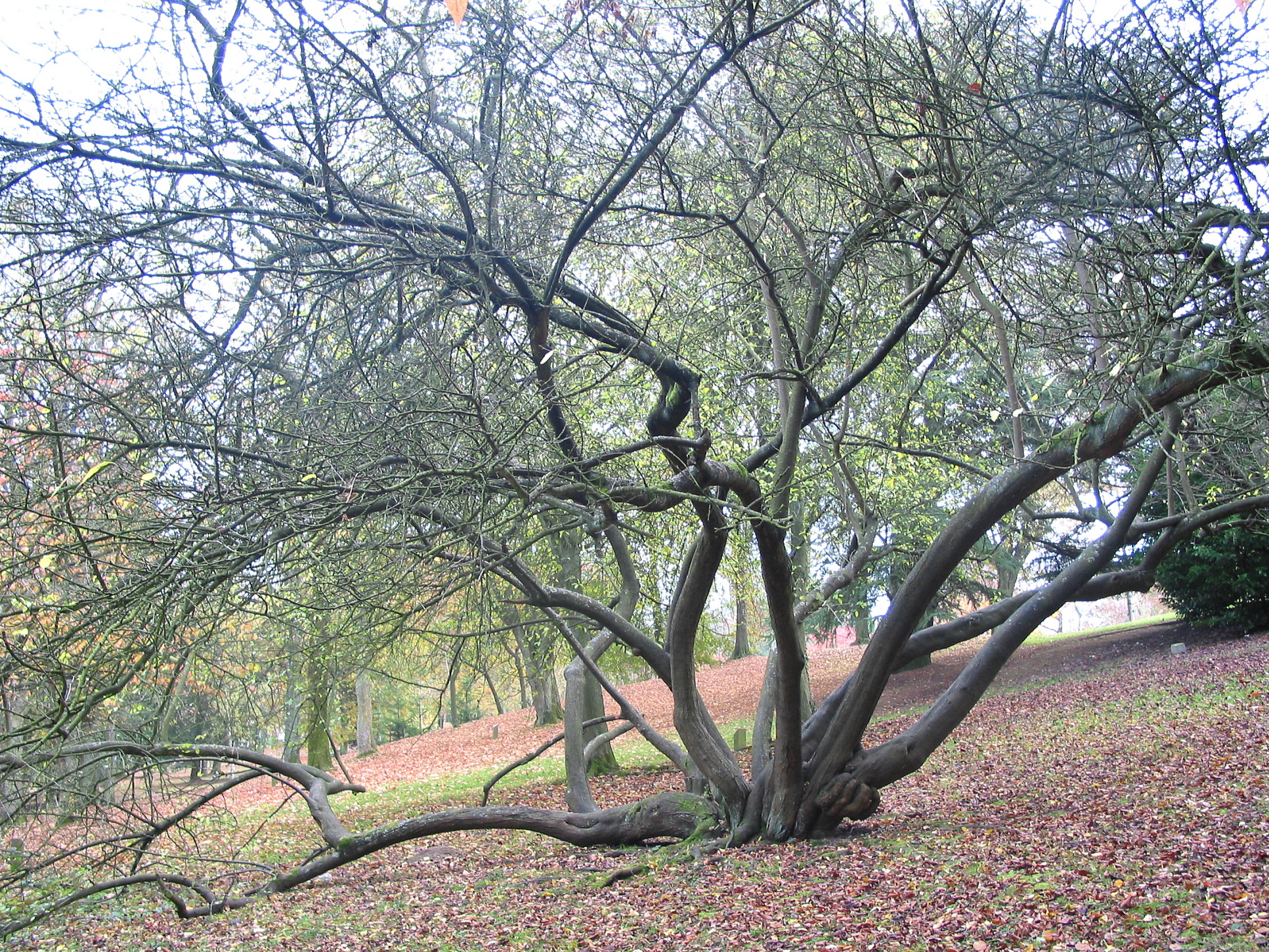
Imatge tardorenca
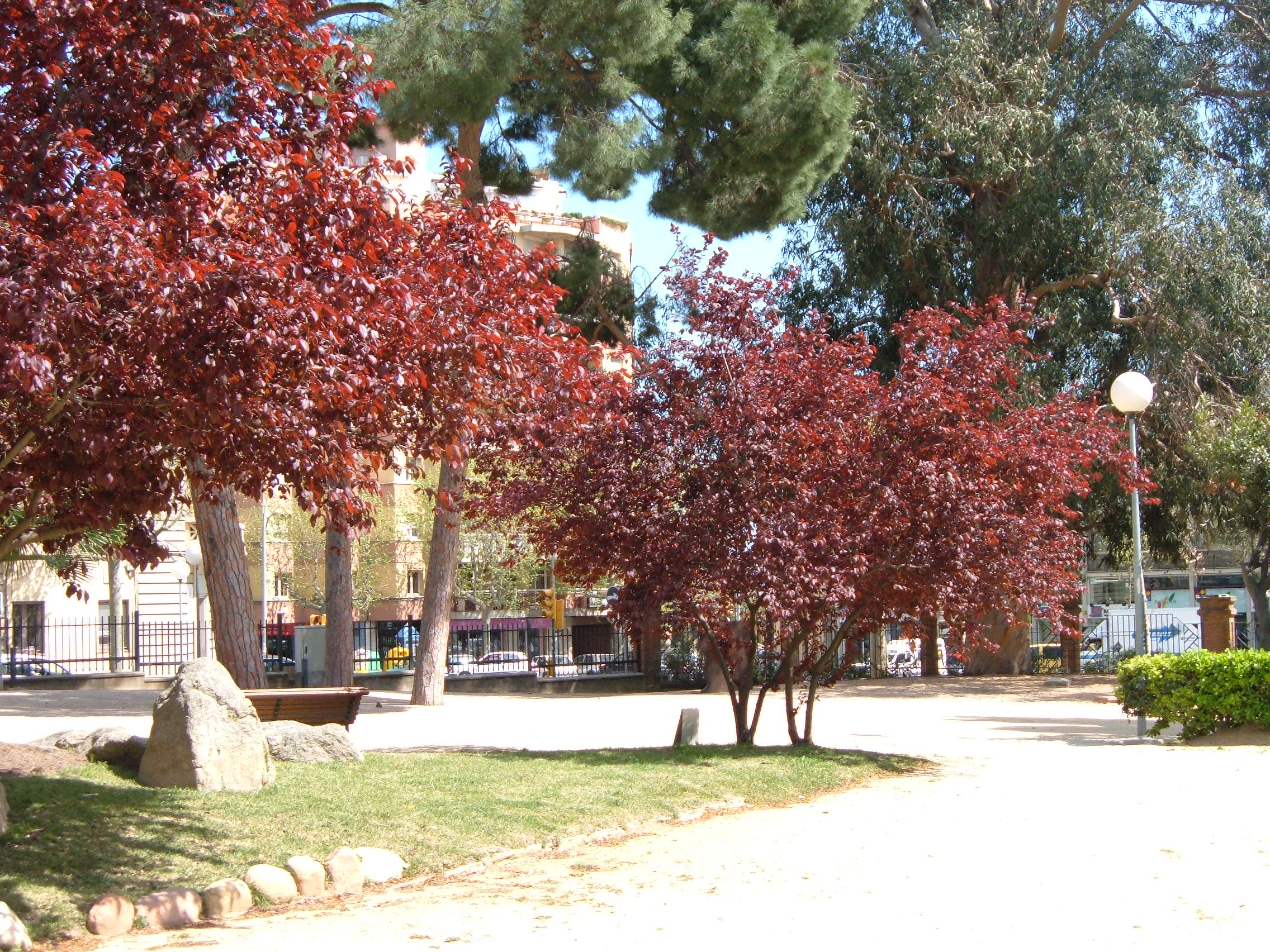
Com a flora ornamental
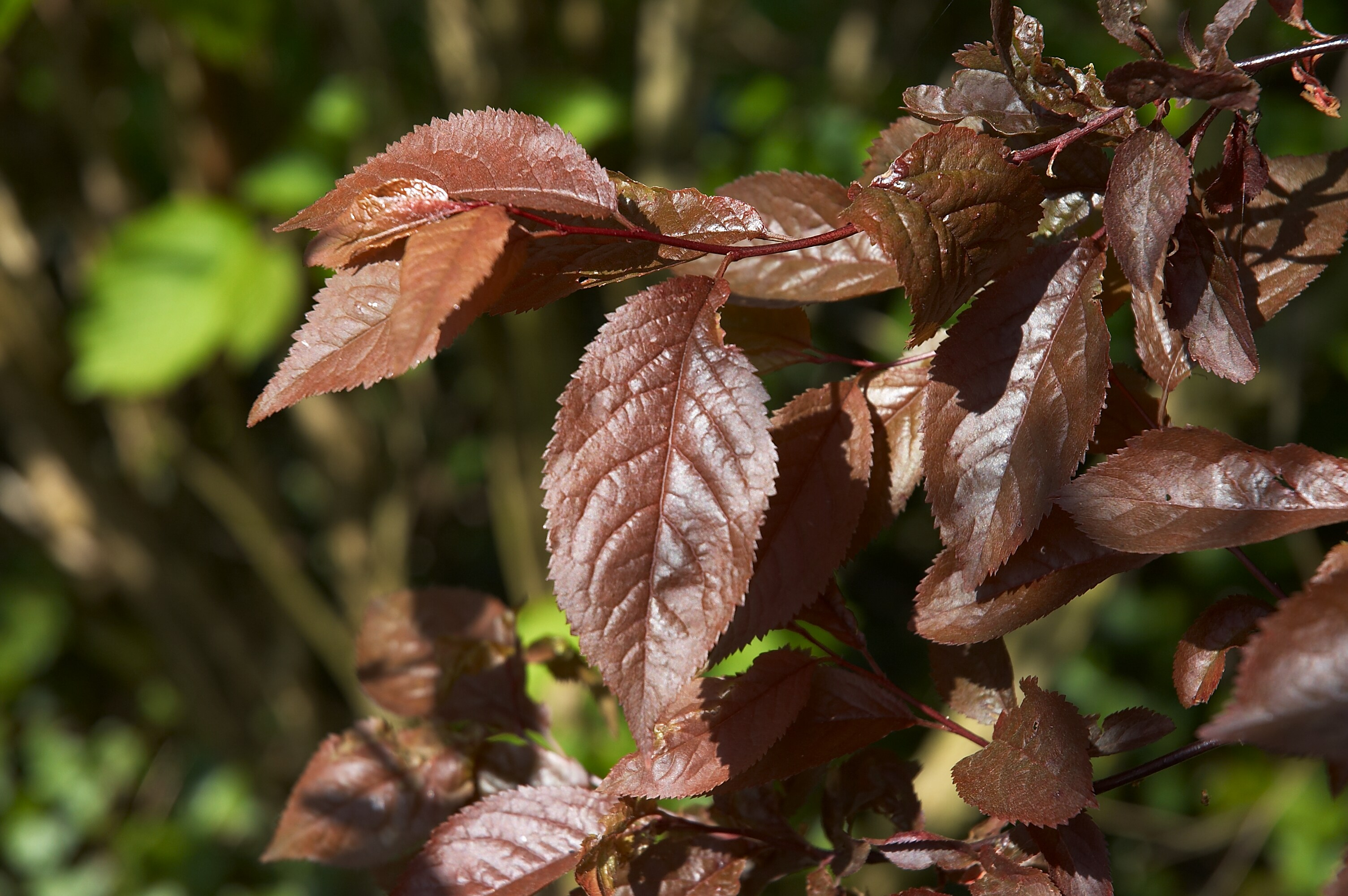
Detall de les fulles
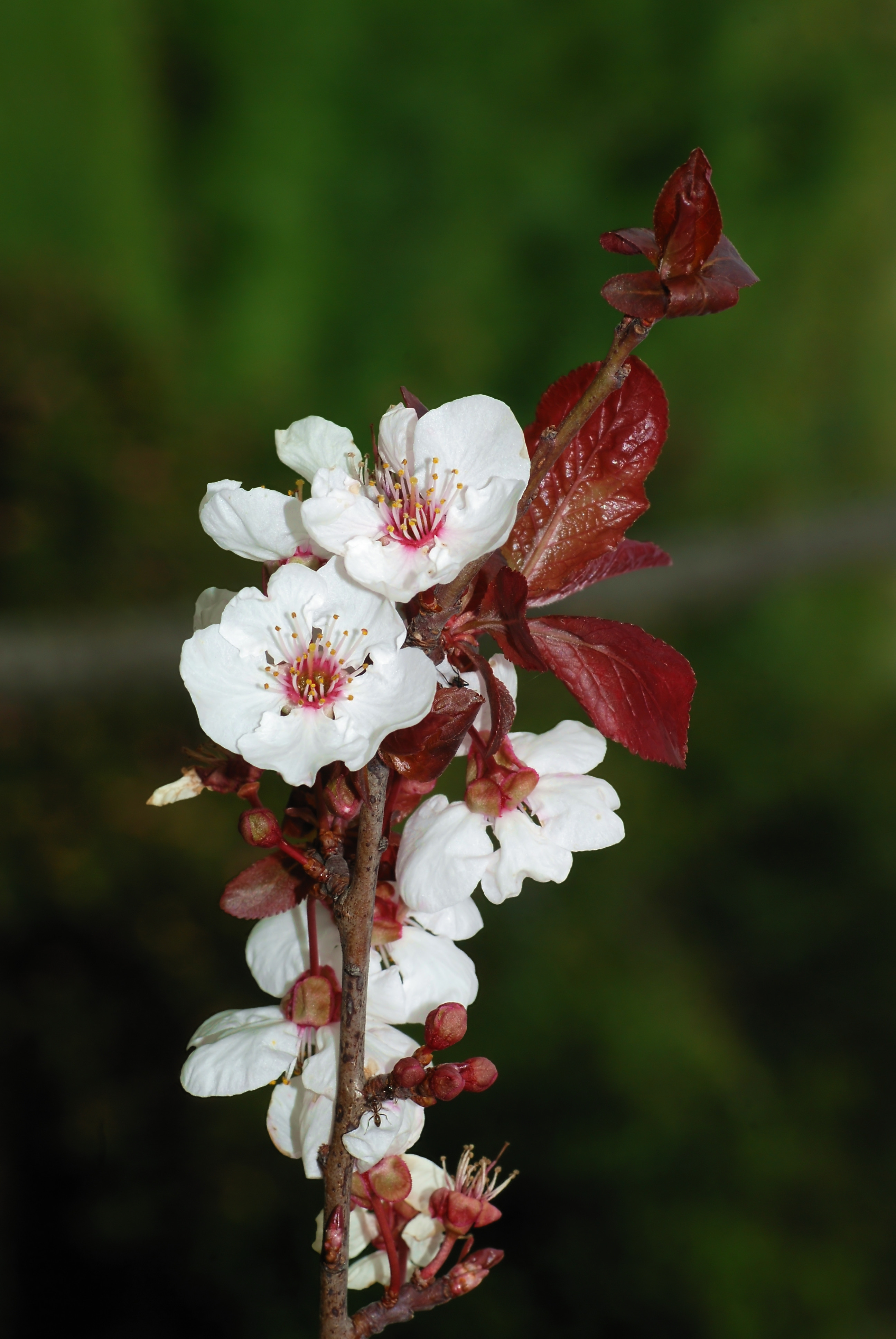
Branca florida
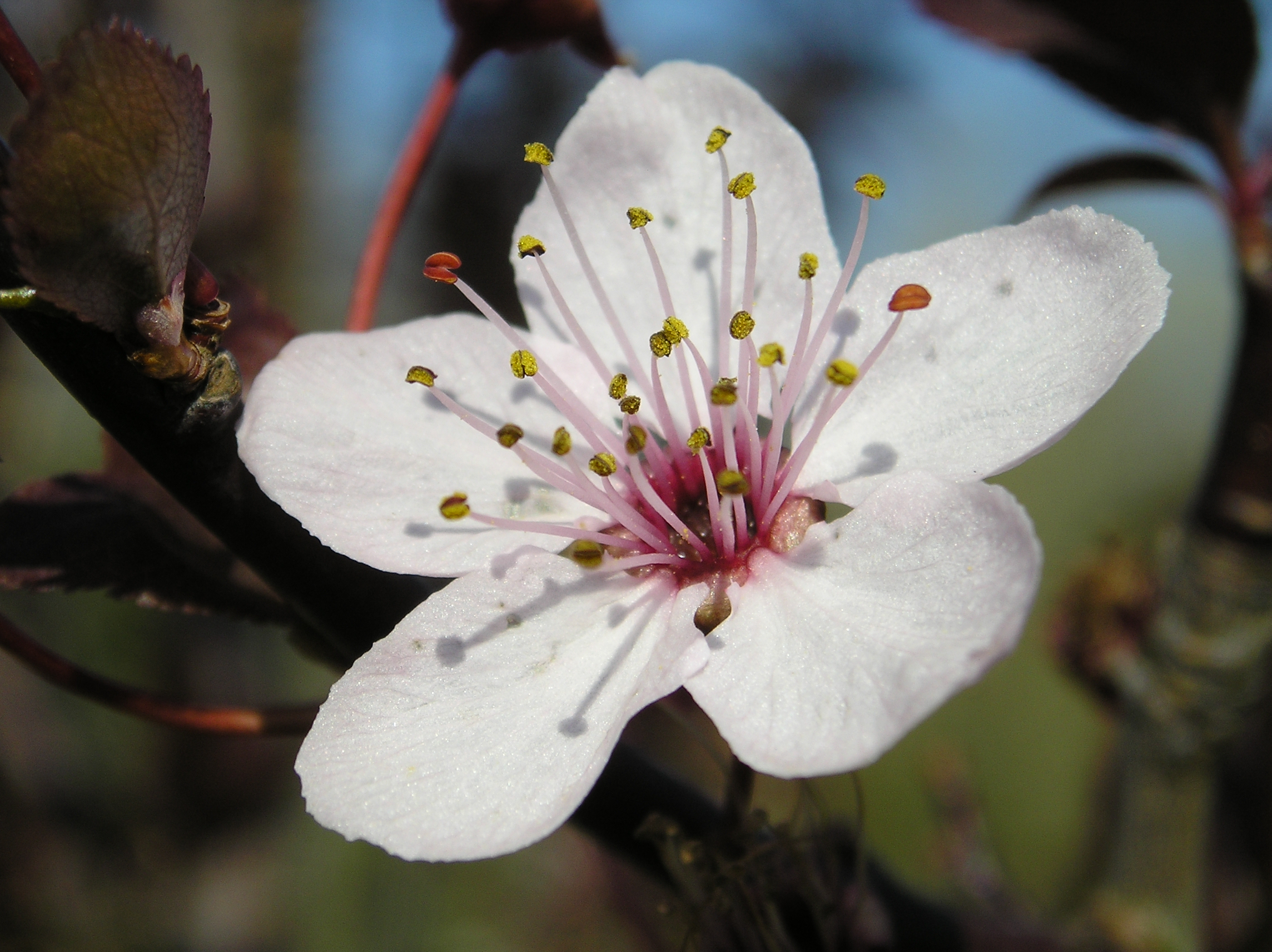
Detall de la flor
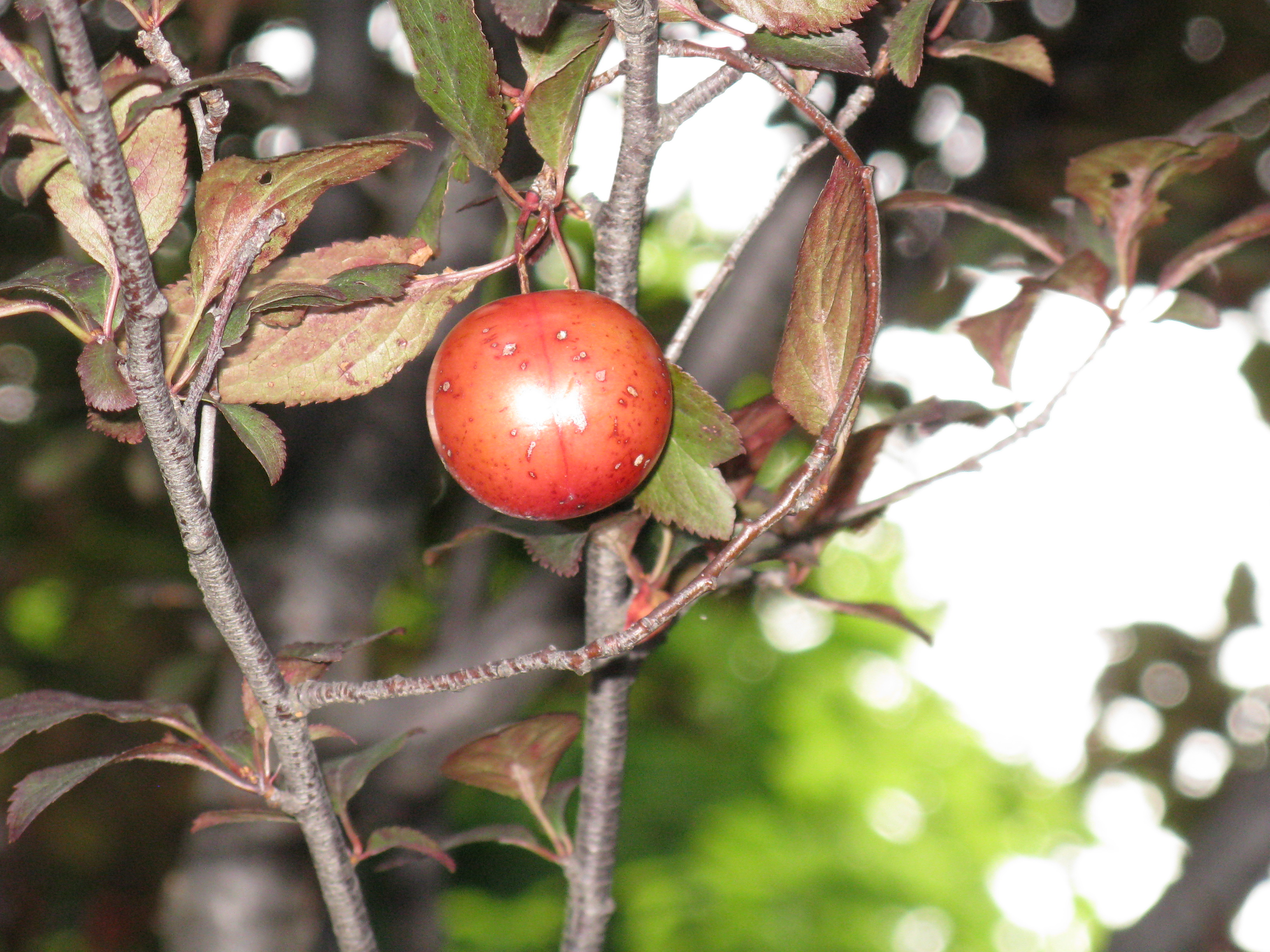
Detall del fruit
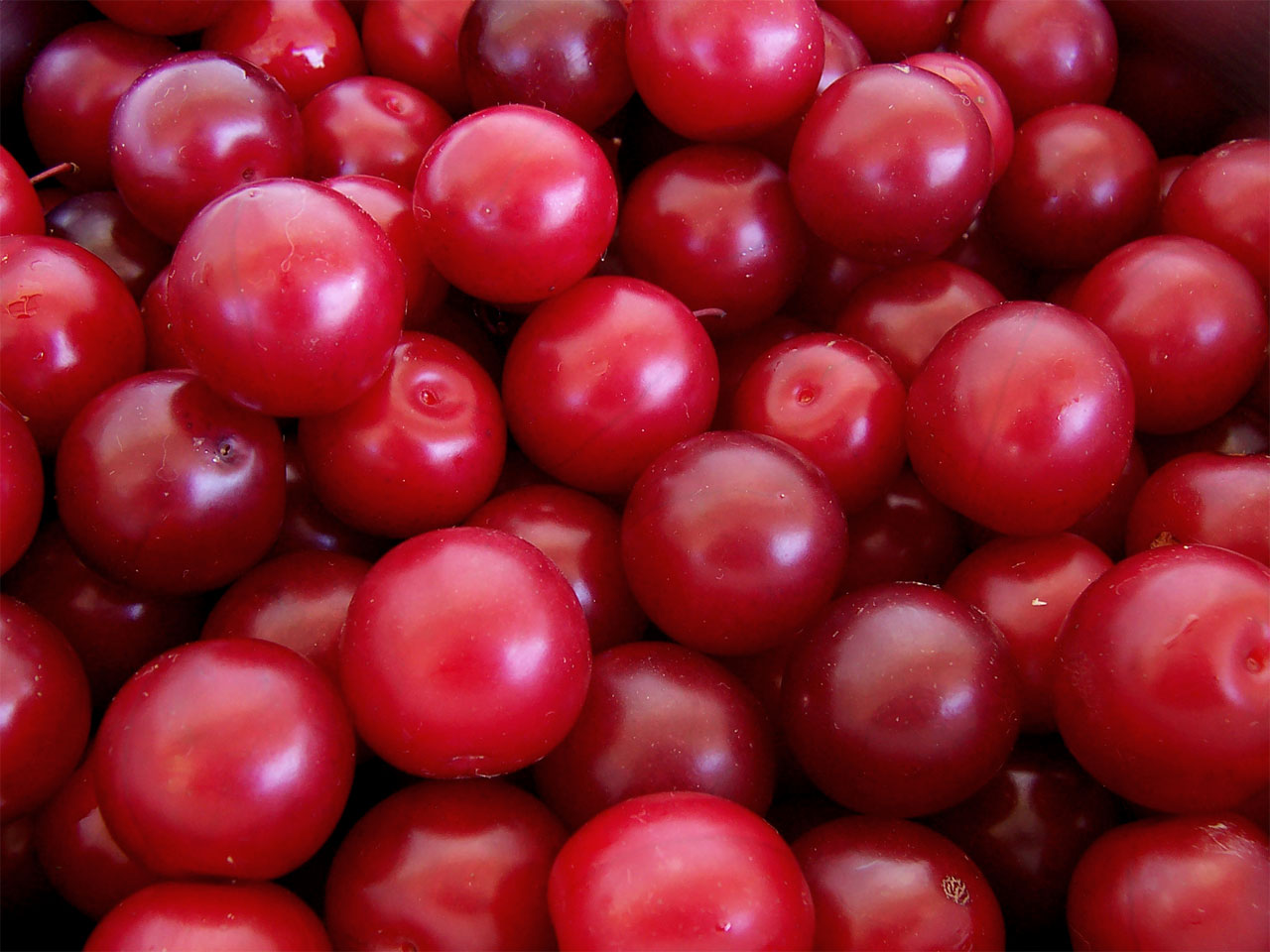
Fruits